# Brian McGuire
 Brian McGuire  va ser un pilot de curses automobilístiques australià que va arribar a disputar curses de Fórmula 1.
Va néixer el 13 de desembre del 1945 a Melbourne, Victòria, Austràlia i va morir el 29 d'agost del 1977 al circuit de Brands Hatch provant un monoplaça modificat de la seva pròpia escuderia.

## A la F1
Brian McGuire va debutar a la desena cursa de la temporada 1977 (la 28a temporada de la història) del campionat del món de la Fórmula 1, disputant el 16 de juliol del 1977 el G.P. de Gran Bretanya al circuit de Silverstone.
Va participar amb un monoplaça modificat per ell mateix a una única cursa puntuable pel campionat de la F1, no aconseguint classificar-se per disputar la cursa i no assolí cap punt pel campionat del món de pilots.

## Resultats a la Fórmula 1
| Any  | Equip         | Xassís   | Motor    | 1   | 2   | 3   | 4     | 5   | 6   | 7   | 8   | 9   | 10      | 11  | 12  | 13  | 14  | 15  | 16  | 17  | Posició | Punts |
| ---- | ------------- | -------- | -------- | --- | --- | --- | ----- | --- | --- | --- | --- | --- | ------- | --- | --- | --- | --- | --- | --- | --- | ------- | ----- |
| 1977 | Brian McGuire | Williams | Cosworth | ARG | BRA | SUD | O.USA | ESP | MON | BEL | SUE | FRA | GBR NVQ | ALE | AUT | HOL | ITA | USA | CAN | JAP | -       | 0     |

### Resum
| Curses: | Victòries: | Pòdiums: | Poles: | Voltes ràpides: | Punts: |
| ------- | ---------- | -------- | ------ | --------------- | ------ |
| 1 (0)   | 0          | 0        | 0      | 0               | 0      |